# Штефенештій-де-Сус
Штефенештій-де-Сус (рум. Ștefăneștii de Sus) — село у повіті Ілфов в Румунії. Входить до складу комуни Штефенештій-де-Жос.
Село розташоване на відстані 14 км на північний схід від Бухареста, 132 км на південь від Брашова.

## Населення
За даними перепису населення 2002 року у селі проживала 1281 особа, з них 1279 осіб (99,8%) румунів. Рідною мовою 1279 осіб (99,8%) назвали румунську.